# Söderfinne lagsaga
Söderfinne lagsaga var den ena av de två lagsagor, i vilka Finlands lagsaga delades 1435. Den omfattade Söderfinland med dess skär, Nyland, Tavastland, Savolax och Karelen. Under Johan III avskildes 1578 de bibehållna karelska trakterna till en ny lagsaga, Karelens lagsaga. Efter Vasa hovrätts tillkomst 1776 och omorganisationen av de finska lagsagorna blev Söderfinne lagsaga till större delen Nylands och Tavastehus lagsaga medan de östligaste delarna tillsammans med de sydvästliga delarna av Karelens lagsaga blev Kymmenegårds lagsaga. För fortsättningen se Finska lagsagor 1776–1868.

## Lagmän i Söderfinne lagsaga
- 1437–1451: Matts Mårtensson (Djäkn, Jakob Abrahamssons ätt)
- 1455–1458: Henrik Bidz
- 1461–1464: Erik Bidz
- 1466–1472: Kristiern Frille
- 1472–1485: Jakob Persson (Ille)
- 1487–1518: Klas Henriksson (Horn)
- 1524–1548: Erik Fleming
- 1549–1561: Henrik Klasson (Horn)
- 1561–1562: Lars Fleming
- 1562–1576: Clas Fleming
- 1576–1583: Herman Fleming
- 1583–1599: Göran Boije
- 1602–1617: Göran Boije
- 1618: Henrik Horn
- 1618–1634: Jakob De la Gardie
- 1634–1644: Clas Fleming
- 1644–1657: Gustaf Horn
- 1657–1673: Herman Fleming
- 1673–1680: Sten Bielke
- 1680: Lars Fleming
- 1681: Erik Nilsson Ehrenskiöld
- 1681–1683: Arvid Horn[2]
- 1683–1697: Johan Giös[3]
- 1697–1703: Henrik Tawastén[4]
- 1703–1714: Johan Stiernstedt[5]
- 1714–1719: Vakant.
- 1719–1754: Johan Franc[6]
- 1755–1766: Carl Cederström
- 1767–1776: Carl Krook